# Pfarrer Braun: Schwein gehabt!
Schwein gehabt! ist ein deutscher Fernsehfilm von Wolfgang F. Henschel aus dem Jahr 2010. Es handelt sich um die siebzehnte Episode der ARD-Kriminalfilmreihe Pfarrer Braun mit Ottfried Fischer in der Titelrolle.

## Handlung
Bischof Hemmelrath schickt Pfarrer Braun nach Blankenwalde auf die Insel Usedom, um ein Gesuch des Grafen Sigmund von Darendorf um Seligsprechung des ehemaligen Ortspfarrers Mangelreich zu prüfen. Durch die Seligsprechung sollte Blankenwalde zum Wallfahrtsort werden, so dass die geplante Neuansiedlung einer Schweinezucht nicht zustande kam.
Kurz nach seiner Ankunft auf Usedom kommt der Schweinezüchter Karl Gützkow bei einem vorgetäuschten Jagdunfall ums Leben. Der zunächst verdächtigte Sohn des Opfers, Holger Gützkow, der erst vor kurzem zurückgekehrt ist, kann von Pfarrer Braun entlastet werden. Doch der Fall ist komplizierter als zunächst angenommen. Als wenig später auch Landrat Wolfgang Harmknecht ermordet wird, kommt Pfarrer Braun dem Täter auf die Spur: Der Schweinezüchter Joseph Köpplinger importierte Schweine aus Osteuropa und gab sie als Bioschweine aus. Um seine Spuren zu verwischen, ermordete er zuerst Gützkow und dann Harmknecht, der ihn beim tödlichen Schuss beobachtet hatte.
Auch in dieser Episode gibt es eine Nebenhandlung: Die Haushälterin Margot Rosshauptner entdeckt ihre Vorliebe für die Freilandhaltung von Hühnern.

## Hintergrund
Für Schwein gehabt! wurde an Schauplätzen sowohl im Lassaner Winkel und auf Usedom als auch im Kasseler Umland gedreht. Die Erstausstrahlung fand Donnerstag, den 1. April 2010 auf Das Erste und im ORF 2 statt.

## Kritik
Für die Kritiker der Fernsehzeitschrift TV Spielfilm war der Film ein „grunzdoofer Schwank ohne Tempo, Witz und Geist“. Sie gaben ihm die schlechteste Wertung, indem sie mit dem Daumen nach unten zeigten. Sie urteilten dem Titel folgend: „Eine Schweinerei sind die wurstigen Kalauer.“